# Jerome Rothenberg
Jerome Rothenberg (New York, 11 dicembre 1931 – Encinitas, 21 aprile 2024) è stato un poeta, traduttore e blogger statunitense, noto a livello internazionale anche per le sue antologie e per i suoi lavori di ethnopoetics e performance di poesia.
Charles Bernstein scrisse di lui: "L'importanza dello spirito che anima Jerome Rothenberg si profila sempre più ogni anno. ... [egli] è il maggiore poeta 'trattino': critico-antropologo-editore-antologista-interprete-insegnante-traduttore, a ciascuno dei quali porta una sfrenata esuberanza e la perseveranza dell'innovatore nel trasformare un dato stato di cose".

## Biografia

### Primi anni
Jerome Rothenberg nacque a New York l'11 dicembre 1931, figlio di immigrati ebrei-polacchi e discendente del rabbino talmudista Meir di Rothenburg (1215-1293). Frequentò il City College di New York, laureandosi nel 1952 e nel 1953 conseguì un master in Letteratura presso l'Università del Michigan. Rothenberg servì nell'esercito degli Stati Uniti a Magonza, in Germania, tra il 1953 e il 1955, dopo di che intraprese ulteriori studi universitari alla Columbia University, fino al 1959. Continuò a vivere a New York fino al 1972, quando si trasferì prima nella riserva dei nativi Seneca (Contea di Allegany) nella parte occidentale dello Stato di New York e poi a San Diego (California).
Alla fine degli anni cinquanta, tradusse diversi poeti tedeschi (New Young German Poets, City Lights, 1959), pubblicando per la prima volta in lingua inglese poesie di Paul Celan e Günter Grass, tra gli altri. Fondò inoltre la casa editrice Hawk's Well Press e le riviste Poems from the Floating World e some/thing (quest'ultima con David Antin), pubblicando i lavori di diversi poeti d'avanguardia del momento e il suo primo libro, White Sun Black Sun, nel 1960.
Scrisse nel contesto di quella che venne denominata "deep image" negli anni 1950 e nei primi anni 1960, e in quel periodo pubblicò più di otto raccolte e la prima delle sue più importanti antologie di poesia tradizionale e moderna, Technicians of the sacred; a range of poetries from Africa, America, Asia & Oceania (1968), ristampata in una edizione riveduta e ampliata nel 1985. Verso la fine degli anni 1960 avviò le sue prime performance di poesia, l'adattamento dell'opera teatrale Il Vicario di Rolf Hochhuth (1964), rappresentata a Broadway, e una serie di lavori sperimentali, andando ben oltre la precedente poetica della "deep image".

### Ethnopoeticse antologie
Con Technicians of the Sacred (1968), che segnò l'inizio di un approccio alla poesia che Rothenberg chiamò ethnopoetics, egli si spinse al di là della tipica collezione di canti popolari per includere una poesia visiva nonché sonora. In circa 150 pagine di commenti, spiegò il contesto delle opere comprese, ponendole anche in relazione col lavoro contemporaneo e sperimentale nel settore industriale e postindustriale occidentale.
Nel corso dei successivi dieci anni, Rothenberg fondò anche Alcheringa, la prima rivista di ethnopoetics che diresse con Dennis Tedlock, e curò altre antologie tra cui: Shaking the Pumpkin: Traditional Poetry of the Indian North Americas (1972); A Big Jewish Book: Poems & Other Visions of the Jews from Tribal Times to the Present (1977, rivisto e ripubblicato come Exiled in the Word nel 1989); America Prophecy: A New Reading of American Poetry from Pre-Columbian Times to the Present (1973), in collaborazione con George Quasha e Symposium of the Whole: A Range of Discourse Toward An Ethnopoetics (1983), con Diane Rothenberg.
Rothenberg trattò queste grandi raccolte come assemblages o collage deliberatamente costruiti, da un lato, e come manifesti per diffondere una visione complessa e multifasica della poesia, dall'altro. Parlando del loro rapporto con la sua opera nel suo insieme, più tardi scrisse dell'antologia così concepita come di "un assemblage o un comporre poesie e persone e idee sulla poesia (e molto altro), nelle parole di altri e in [mie] parole. Questa Imago - questa rappresentazione di dove siamo stati e quello che abbiamo vissuto - è qualcosa a cui in effetti mi attengo - in ogni poesia".

### Gli anni 1970-1990
Rothenberg continuò ad essere un poeta prolifico, pubblicando più di settanta libri di poesia, traduzioni e assemblage dal 1970. In quell'anno la prima versione di sue poesie scelte venne pubblicata come Poems for the Game of Silence 1960-1970 (2000), e subito dopo divenne uno dei poeti pubblicati periodicamente da New Directions. Stimolato dalle sue stesse antologie di ethnopoetic, iniziò, come scrisse, "a costruire una sua poesia ancestrale - in un mondo di ebrei mistici, ladri e pazzi". Da queste riflessioni, il primo lavoro che emerse, sia a livello tematico che formale, fu Poland/1931 (1974), descritto dal poeta David Meltzer come un "vaudeville ebraico surrealista" di Rothenberg.
Nei successivi due decenni Rothenberg ampliò questo tema in opere come A Big Jewish Book e Khurbn & Other Poems, queste ultime furono un approccio alla scrittura sull'olocausto, rendendoli non più di un'allusione in Poland/1931. Egli riesplorò anche i temi dei nativi americani in A Seneca Journal (1978), e il rapporto del suo lavoro con Dadaismo e Surrealismo culminato in un nuovo ciclo di poesie, That Dada Strain nel 1983. La fusione di poesia sperimentale sonora ed ethnopoetics divenne la base, negli anni 1970 e 1980, delle opere composte con un approccio da egli chiamto "total translation" (traduzione totale) in particolare The 17 Horse Songs of Frank Mitchell, tradotto dalla lingua dei Navajo, privilegiando gli effetti sonori accanto al senso stretto o letterale.
Composizioni come queste divennero la colonna portante nell'espansione del repertorio delle performance di Rothenberg e la base dei suoi scritti critici sulla poetica della performance, molti dei quali vennero riuniti in Pre-Faces & Other Writings (1981). A quel tempo e più avanti iniziò una serie di collaborazioni con musicisti - Charlie Morrow, Bertram Turetzky, Pauline Oliveros e George E. Lewis, tra gli altri - e prese parte, a volte recitando, nell'allestimento teatrale della sua poesia: Poland/1931 per il Living Theatre e di That Dada Strain per la stazione radiotelevisiva tedesca Westdeutscher Rundfunk e il Center for Theater Science & Research di San Diego e New York. Il suo New Selected Poems 1970-1985, coprente il periodo dal Poems for the Game of Silence, apparve nel 1986.

### Dopo il 1990
Nel 1987 Rothenberg ricevette la sua prima cattedra di ruolo presso la State University of New York at Binghamton, ma ritornò in California nel 1989, dove insegnò per i successivi dieci anni come professore di arti visive e letteratura presso l'Università di California di San Diego. Le opere pubblicate dal 1990 raccolsero più di quindici libri di proprie poesie, quattro libri di poesia tradotte - da Schwitters, Lorca, Picasso e Nezval - e un libro di traduzioni scelte, Writing Through, volte ad estendere l'idea di traduzione a tecniche come il collage, l'assemblage e l'appropriation.
Nel 1994 pubblicò Gematria. Nel 1995 e nel 1998 diede alle stampe, in collaborazione con Pierre Joris, il secondo volume antologia-assemblage, Poems for the Millennium: The University of California Book of Modern and Postmodern Poetry e nel 2000, con Steven Clay, A Book of the Book: Some Works & Projections About the Book & Writing. Nel 2008 pubblicò il terzo volume di Poems for the Millennium, in collaborazione con Jeffrey C. Robinson, come un prequel del secolo XIX ai primi due volumi e un nuovo libro di saggi selezionati, Poetics & Polemics 1980-2005. Numerose edizioni tradotte dei suoi scritti apparvero in francese, spagnolo, olandese, svedese, portoghese e altre lingue, e una edizione francese completa di Technicians of the Sacred apparve nel 2008.

Gestì poi anche un blog su internet.

### Morte
Jerome Rothenberg morì a Encinitas il 21 aprile del 2024 all'età di 92 anni.